# Jaime Ramírez
Jaime Caupolicán Ramírez Banda (Santiago del Cile, 14 agosto 1931 – Santiago del Cile, 26 febbraio 2003) è stato un calciatore cileno.

## Carriera
Ha giocato con l'Universidad de Chile con cui vinse il campionato cileno del 1962, il Colo-Colo con cui fu campione nel 1956, il Club Deportivo O'Higgins, l'Huachipato, l'Audax Italiano, l'Unión San Felipe (campione cileno nel 1972) e il Palestino e fuori dal Cile con il Racing di Avellaneda in Argentina, l'Espanyol di Barcellona e il Granada in Spagna.
Con la maglia del Cile ha giocato 56 gare, di cui 36 ufficiali, e segnato 13 gol. Ha giocato nei mondiali del 1962, segnando 2 goal, uno con la Svizzera, l'altro contro l'Italia, nella celebre "Battaglia di Santiago". È stato convocato anche per i mondiali del 1966.

## Palmarès

### Club

#### Competizioni nazionali
- Campionato cileno: 3

Colo-Colo: 1956
Univ. de Chile: 1962
Unión San Felipe: 1971
- Coppa del Cile: 1

Colo-Colo: 1958